# Winseldorf
Winseldorf är en kommun och ort i Kreis Steinburg i förbundslandet Schleswig-Holstein i Tyskland.
Kommunen ingår i kommunalförbundet Amt Itzehoe-Land tillsammans med ytterligare 19 kommuner.